# BAA-Draft 1947
Der BAA-Draft 1947 war der erste Draft der BAA, die später mit der NBL zur NBA fusioniert wurde. Daher gilt der Draft auch als erster Draft der NBA. Am 1. Juli 1947 wurde der Draft in Detroit durchgeführt. Die College-Spieler wurden an 10 Teams verteilt. Die Spieler wurden in umgekehrter Reihenfolge der Endstände der vorherigen Saison an die Teams verteilt und das neue Team aus Baltimore erhielt den 10. Pick.
Der erste Pick, Clifton McNeely, spielte nicht in der BBA, sondern wurde Trainer an einer Highschool in Texas. Walt Dropo, der vierte Pick, spielte ebenfalls nicht in der BAA, sondern spielte hinterher für 13 Spielzeiten in der MLB. Drei Spieler aus diesem Jahrgang, Harry Gallatin, Andy Phillip und Jim Pollard, wurden in die Naismith Memorial Basketball Hall of Fame aufgenommen.

## Draft
| Runde | Pick | Name            | Position | Team                    | vorheriges Team/College |
| ----- | ---- | --------------- | -------- | ----------------------- | ----------------------- |
| 1     | 1    | Clifton McNeely | –        | Pittsburgh Ironmen      | Texas Wesleyan          |
| 1     | 2    | Glen Selbo      | G/F      | Toronto Huskies         | Wisconsin               |
| 1     | 3    | Bulbs Ehlers    | G/F      | Boston Celtics          | Purdue                  |
| 1     | 4    | Walt Dropo      | –        | Providence Steamrollers | Connecticut             |
| 1     | 5    | Dick Holub      | C        | New York Knicks         | Long Island             |
| 1     | 6    | Chink Crossin   | G        | Philadelphia Warriors   | Pennsylvania            |
| 1     | 7    | Jack Underman   | –        | St. Louis Bombers       | Ohio State              |
| 1     | 8    | Paul Huston     | F        | Chicago Stags           | Ohio State              |
| 1     | 9    | Dick O'Keefe    | G/F      | Washington Capitols     | Santa Clara             |
| 1     | 10   | Larry Killick   | –        | Baltimore Bullets       | Vermont                 |

## Weitere Picks
Die folgende Liste enthält Spieler die mindestens ein BAA/NBA-Spiel bestritten haben.
| Runde | Pick | Name            | Position | Team                    | vorheriges Team/College |
| ----- | ---- | --------------- | -------- | ----------------------- | ----------------------- |
| –     | –    | Hank Biasatti   | G        | Boston Celtics          | Long Island             |
| –     | –    | Paul Cloyd      | G/F      | Washington Capitols     | Wisconsin               |
| –     | –    | Jimmy Darden    | G        | Chicago Stags           | Denver                  |
| –     | –    | Andy Duncan     | F/C      | New York Knicks         | William & Mary          |
| –     | –    | Johnny Ezersky  | G/F      | Boston Celtics          | Rhode Island State      |
| –     | –    | Elmer Gainer    | F/C      | Baltimore Bullets       | DePaul                  |
| –     | –    | Harry Gallatin  | F/C      | Baltimore Bullets       | Northeast Missouri      |
| –     | –    | Jack Hewson     | F/C      | Boston Celtics          | Temple                  |
| –     | –    | Paul Hoffman    | G/F      | Toronto Huskies         | Purdue                  |
| –     | –    | Bob Hubbard     | F/C      | Providence Steamrollers | Springfield             |
| –     | –    | John Mandic     | F/C      | Washington Capitols     | Oregon State            |
| –     | –    | Saul Mariaschin | G        | Washington Capitols     | Harvard                 |
| –     | –    | Wataru Misaka   | G        | New York Knicks         | Utah                    |
| –     | –    | Fritz Nagy      | G/F      | Pittsburgh Ironmen      | Akron                   |
| –     | –    | Paul Napolitano | G/F      | St. Louis Bombers       | San Francisco           |
| –     | –    | Andy Phillip    | G/F      | Chicago Stags           | Illinois                |
| –     | –    | Jim Pollard     | F/C      | Chicago Stags           | Stanford                |
| –     | –    | Jim Pollard     | F/C      | Philadelphia Warriors   | Stanford                |
| –     | –    | Jim Pollard     | F/C      | St. Louis Bombers       | Stanford                |
| –     | –    | Chick Reiser    | G/F      | Baltimore Bullets       | NYU                     |
| –     | –    | Red Rocha       | F/C      | Toronto Huskies         | Oregon State            |
| –     | –    | Irv Rothenberg  | C        | Washington Capitols     | Long Island             |
| –     | –    | Ben Schadler    | F        | Chicago Stags           | Northwestern            |
| –     | –    | Don Smith       | G/F      | Chicago Stags           | Minnesota               |
| –     | –    | Gene Stump      | G/F      | Boston Celtics          | DePaul                  |
| –     | –    | Jack Tingle     | F        | Washington Capitols     | Kentucky                |
| –     | –    | Gene Vance      | G/F      | Chicago Stags           | Illinois                |
| –     | –    | Matt Zunic      | G/F      | Washington Capitols     | George Washington       |